# RJ Mitte
Roy Frank "RJ" Mitte III (21 de agosto de 1992) é um ator e produtor norte-americano. Ele é mais conhecido por seu papel como Walter "Flynn" White Jr na série da AMC, Breaking Bad. Assim como seu personagem na série, ele tem uma leve paralisia cerebral. Depois de se mudar para Hollywood em 2006, ele começou a treinar com o tutor de talento pessoal chamado Addison Witt. Eles procuraram oportunidades onde sua deficiência serviriam para educar os espectadores, que o levaram para um teste para o papel em Breaking Bad.

## Vida pessoal
Mitte nasceu em Lafayette, Louisiana. Ele nasceu por cesariana devido alguns problemas, e não estava respirando no momento de seu nascimento, o que resultou em permanentes danos cerebrais. Ele foi adotado algumas semanas mais tarde por Roy Frank Mitte Jr. e Dyna Mitte, que mais tarde se separaram. Ele foi diagnosticado com paralisia cerebral com a idade de três anos, e os médicos colocaram nele pernas engessadas por seis meses, na tentativa de endireitar seus pés.
Mitte foi equipado com muletas usadas durante a maior parte de sua infância; no entanto, ao longo do tempo, seu corpo tornou-se mais forte através de esportes e exercícios, e não é mais necessário usar nenhum dispositivo de passeio desde quando ele se tornou um adolescente. Em 2006, ele se mudou com sua família para Los Angeles, onde sua irmã mais nova Lacianne Carriere tinha recebido uma oferta para um papel em um filme.

## Carreira
Depois de receber vários papéis como extras, incluindo na série da Disney Hannah Montana, Mitte tornou-se interessado em filmes e decidiu fazer aulas de atuação. Pouco tempo depois, foi oferecido o papel de Walter White Jr., que também tem paralisia cerebral, na série Breaking Bad. Ele recebeu vários prêmios na mídia, como o SAG-AFTRA Harold Russell Award por sua interpretação de Walter White, Jr. na série, e também fez o papel com o mesmo nome - RJ Mitte - no como o ator surdo Ryan. Mitte foi chamado para participar do Screen Actors Guild como  "Inclusão nas Artes e Mídia de Performers com Deficiência", que emprega artistas com deficiência.
Mitte foi escolhido para estrelar o filme Wildflowers. A sua irmã, com nove anos de idade, Lacianne Carri, também estará no filme. Mitte é um dos produtores do projeto. Ele também está trabalhando como produtor em um documentário chamado The Kids of Widney High. Ele espera que a ramificar-se em dirigir. Em 2011, ele estrelou uma curta-metragem de terror chamada Stump. Nesse mesmo ano, ele trabalhou como produtor executivo no documentário Vanished: The Tara Calico Story, que lida com o desaparecimento de Tara Calico. Em 2012 Mitte estava no elenco da série de suspense, House of Last Things.
Em 2013, ele apareceu em um vídeo-clipe chamado "Dead Bite" pela banda Hollywood Undead. Em janeiro de 2014, ele começou um papel recorrente na ABC Family, na série de drama Switched at Birth retratando Campbell, um estudante que ficou paraplégico em um acidente de snowboard, que agora usa uma cadeira de rodas.

## Filmografia

### Filmes
| Ano  | Titulo                        | Papel   | Notas          |
| ---- | ----------------------------- | ------- | -------------- |
| 2011 | Stump                         |         | Curta-metragem |
| 2013 | House of Last Things          | Tim     |                |
| 2017 | The Recall Invasão Alienígena | Brendan |                |

### Televisão
| Ano       | Titulo            | Papel                     | Notas                                   |
| --------- | ----------------- | ------------------------- | --------------------------------------- |
| 2007      | Hannah Montana    | School Jock               | Não creditado Episódio: "Schooly Bully" |
| 2008–2013 | Breaking Bad      | Walter "Flynn" White, Jr. | 53 episodes                             |
| 2013      | Vegas             | Russ Auster               | Episódio: "Paiutes"                     |
| 2014      | Switched at Birth | Campbell Bingman          | Recorrente                              |

### Videoclipes
| Ano  | Banda               | Música                                        | Notas |
| ---- | ------------------- | --------------------------------------------- | ----- |
| 2013 | Hollywood Undead    | "Dead Bite"                                   |       |
| 2013 | Steel Panther       | "Party Like Tomorrow is the End of the World" |       |
| 2016 | 3 Doors Down        | "In The Dark"                                 |       |
| 2016 | Nothing But Thieves | "If I Get High"                               |       |

## Prêmios e indicações
| Ano  | Prêmio                    | Categoria                                            | Projeto      | Resultado |
| ---- | ------------------------- | ---------------------------------------------------- | ------------ | --------- |
| 2011 | Screen Actors Guild Award | Melhor Performance do Elenco em Série Dramática      | Breaking Bad | Indicado  |
| 2012 | Screen Actors Guild Award | Melhor Performance do Elenco em Série Dramática      | Breaking Bad | Indicado  |
| 2012 | Young Artist Award        | Melhor Performance em Série de TV - Ator Jovem 17-21 | Breaking Bad | Indicado  |
| 2013 | Media Access Award        | Prêmio SAG-AFTRA Harold Russell                      | Breaking Bad | Premiado  |
| 2013 | Screen Actors Guild Award | Melhor Performance do Elenco em Série Dramática      | Breaking Bad | Venceu    |